# Androsace mariae
Androsace mariae är en viveväxtart som beskrevs av August Kanitz. Androsace mariae ingår i släktet grusvivor, och familjen viveväxter. Inga underarter finns listade i Catalogue of Life.